# Yannick De Clercq
Jonkheer Yannick De Clercq (Gent, 28 oktober 1954) is een Belgisch advocaat en voormalig liberaal politicus. Hij is een zoon van Willy De Clercq en de vader van Mathias De Clercq.

## Biografie
Yannick De Clercq is een zoon van Willy De Clercq, vicepremier, voorzitter van de PVV, Europees commissaris en Europees Parlementslid. Hij studeerde rechten aan de Rijksuniversiteit Gent (1977) en promoveerde tot Master of Laws aan het King's College in Londen (1978). Beroepshalve was hij van 1977 tot 2019 advocaat aan de balie van Gent. Hij was werkzaam bij het advocatenkantoor van zijn moeder, Fernande Fazzi. In zijn jeugd was De Clercq betrokken bij zowel het Liberaal Vlaams Studentenverbond als PVV-jongeren.
Hij stapte zoals zijn vader de politiek in en was van mei 1983 tot april 1989 gemeenteraadslid van Gent. Van mei 1982 tot december 1987 was hij er schepen van Financiën, Stadseigendommen en Toerisme. Ook was hij ondervoorzitter van PVV Heuvelpoort en secretaris van de PVV-federatie Gent-Eeklo. Van december 1985 tot juni 1987 was De Clercq adviseur voor juridische aangelegenheden op het kabinet van Louis Waltniel, vicevoorzitter van de Vlaamse Regering en Vlaams minister van Financiën en Begroting. Van december 2004 tot november 2008 was hij bestuurder van Open Vld Oost-Vlaanderen en Open Vld Gent en lid van het nationaal partijbureau van Open Vld. 
In juli 1987 werd De Clercq regeringscommissaris van de Rijksuniversiteit Gent (RUG) en het Universitair Ziekenhuis Gent (UZG). In 1997 kwam hij in opspraak nadat het Rekenhof zware kritiek uitte op de werking van de regeringscommissaris bij de RUG en het UZ. Onder meer de uitzonderlijk hoge werkingskosten van de Gentse regeringscommissaris, zijn kabinet dat de universiteit jaarlijks tien miljoen frank kostte, reisvergoedingen op kosten van de universiteit en auto met chauffeur werden aangeklaagd. Ook zetelde De Clercq in raden van bestuur van concurrenten van de universiteit en bedrijven waarmee de universiteit zaken deed. In mei 2001 werd hij door de correctionele rechtbank voor belangenvermenging veroordeeld. Hij bleef wel in functie als regeringscommissaris van zowel de RUG als het UZG. Zijn mandaat als regeringscommissaris liep in november 2019 ten einde. De Clercq was ook regeringscommissaris bij de Associatie Universiteit Gent, het Pensioenfonds van het Universitair Ziekenhuis Gent en Kinderdagverblijf UZ Gent "De Knuffelboom". Van januari 1995 tot december 1996 en van januari 2003 tot december 2004 was De Clercq tevens voorzitter van het college van regeringscommissarissen bij de Vlaamse universiteiten. Bovendien was hij van oktober 2018 tot november 2019 regeringscommissaris bij de Arteveldehogeschool, HOGENT, de Hogeschool West-Vlaanderen en Odisee en van augustus 2019 tot november 2019 voorzitter van het college van regeringscommissarissen bij het hoger onderwijs. Hij was ook lid van de algemene raad van de Vlerick Leuven Gent Management School.
Van 1976 tot 2007 was hij bestuurder van voetbalclub KAA Gent. Van 2007 tot 2015 was hij bestuurder van de cvba Arteveldestadion, de coöperatieve vennootschap rond het voetbalstadion van KAA Gent. Vanaf 2011 was hij voorzitter van voetbalclub Standaard Wetteren, tot de club die in woelig financieel vaarwater was gekomen in 2015 fuseerde met stadsgenoot RFC Wetteren. De Clercq was van 2005 tot aan het faillissement in december 2022 tevens voorzitter van basketbalclub Merelbeke Hawks (voorheen Gent Dragons en Optima Gent).
Hij bekleedt of bekleedde tevens bestuursmandaten bij onder meer het Film Fest Gent, het Incubatie en Innovatiecentrum UGent, Flanders Expo, de Koninklijke Unie van de Middenstand, Sebeco, Adinfo Belgium, Logins, Jobpunt Vlaanderen, het Europees Instituut, het Intercommunaal Centrum voor Informatica (Cevi), Liberale Socio-Culturele Werken Filip Van Welden, Theater Tinnenpot Kunstencentrum en het AZ Oudenaarde. Hij is ook voorzitter van het Kinderhartfonds en was voorzitter van het beschermcomité 200 jaar UGent. Hij is erelid van de International Club of Finance.
Hij is de vader van Mathias De Clercq, burgemeester van Gent en Vlaams Parlementslid.